# Madame Luna
Madame Luna è un film del 2024 diretto da Daniel Espinosa.

## Trama
Almaz è una donna eritrea con alle spalle un passato da trafficante di esseri umani in Libia sotto l'alias di Madame Luna. Allo scoppio della guerra civile, si mescola ai migranti che fuggono dalle violenze ed arriva in un centro d'accoglienza in Italia dopo una drammatica traversata in mare. Lì, viene reclutata da una cosca mafiosa a causa del suo poliglottismo e comincia a lavorare come "adescatrice" per un lucroso giro di sfruttamento della manodopera dei migranti nei campi del Meridione. L'incontro con Eli, un'ex-compagna di sventura, accenderà in lei una crisi di coscienza, forse troppo tardiva.

## Produzione
Il film ha avuto un budget di 5 milioni di euro. Le riprese sono cominciate il 5 maggio 2022 e si sono tenute tra la Sicilia e la Calabria.
La protagonista Meninet Abraha Teferi, catanese figlia di immigrati eritrei, ha fatto il suo esordio di fronte alla macchina da presa, al netto di qualche esperienza teatrale precedente.

## Distribuzione
Il film è stato presentato in anteprima il 28 gennaio 2024 al Festival internazionale del cinema di Rotterdam. È stato distribuito nelle sale cinematografiche italiane a partire dal 18 luglio dello stesso anno, in seguito ad un'anteprima al Taormina Film Fest 2024 il 16 luglio.

## Accoglienza
Il film ha ricevuto recensioni perlopiù favorevoli dalla critica cinematografica.
Mario Turco di Sentieri selvaggi affermi che si tratti di un «un film umorale quasi quanto la sua protagonista», poiché «sembra assecondare fin troppo liberamente il personalismo della protagonista perdendo di vista un discorso filmico che avrebbe giovato di una maggiore compattezza». Sebbene dal punto di vista della trama e della sceneggiatura riguardo ai diritti civili degli immigrati non riscontri «nulla da eccepire» e  «lasciando piuttosto che emergano dallo sfondo dal sempre maggior coinvolgimento» della protagonista, non apprezza il finale in cui «il film si compiace di aver assolto al suo compito etico e si lascia tentare dalla risoluzione neo-noir della vicenda della ragazza».
Per la critica internazionale, Peter Debruge di Variety scrive che il film presenta «uno sviluppo della trama relativamente convenzionale, in stile Paul Schrader, che permette al film di culminare in un tripudio di gloria», e che esso apprenda un significato non tanto «nel senso attivista di tante altre storie di immigrati» ma «ambientando un thriller nell'ombra della crisi dei rifugiati, Madame Luna fa luce sulla complessità del problema».